# پسینیانو سول تراسیمینو
پسینیانو سول تراسیمینو (به ایتالیایی: Passignano sul Trasimeno) یک کومونه در ایتالیا است که در استان پروجا واقع شده‌است. پسینیانو سول تراسیمینو ۸۱٫۱ کیلومتر مربع مساحت و ۵٬۷۱۳ نفر جمعیت دارد و ۲۸۹ متر بالاتر از سطح دریا واقع شده‌است.

## خواهرخوانده
شهر التویله آن در راین خواهرخواندهٔ پسینیانو سول تراسیمینو هست.